# Hamang-dong
Hamang-dong (koreanska: 하망동) är en stadsdel i staden Yeongju i provinsen Norra Gyeongsang, i den centrala delen av Sydkorea, 170 km sydost om huvudstaden Seoul.